# Chibchella nigricans
Chibchella nigricans är en insektsart som beskrevs av Piza Jr. 1978. Chibchella nigricans ingår i släktet Chibchella och familjen vårtbitare. Inga underarter finns listade i Catalogue of Life.